# Ивченко, Михаил Евдокимович
Михаи́л Евдоки́мович И́вченко (28 июля (9 августа) 1890, Никоновка Прилукского уезда — 16 октября 1939, Орджоникидзе) — украинский писатель, член Всероссийского учредительного собрания.

## Биография
Михаил Ивченко родился в с. Никоновка Прилукского уезда (ныне Сребнянский район Черниговской области) в семье крестьянина. О своей родословной сам писатель впоследствии напишет в воспоминаниях так: «Родители мои происходят из казаков, из тех остатков древней Гетманщины, что после всех перипетий тихо осели на земле сотнями и начали хлеборобствовать». И, словно предвещая грядущие обвинения, ответит своим усердным оппонентам: «Некоторые ловкие критики, исходя из этого мелкого факта, хотели бы сразу записать меня в кулаки. Но мне придется их горько разочаровать. У отца моего было 9 десятин земли на 9 душ семьи. Итак, как ни мудри, а дальше обычного середняка не доберёшься».
Окончил церковно-приходскую, затем учительскую школу. За распространение нелегальной литературы попал под надзор полиции. В 1907 выехал на Кавказ. Был прогрессистом, кадетом, затем эсером. В Ставрополе Кавказском работал в редакции местной газеты, в статистическом бюро. Здесь начал литературную деятельность, напечатав новеллу «Их было трое» в газете «Кубанский край» (1910). Впоследствии переехал на Украину, экстерном окончил Московскую земледельческую школу, после чего поступил на службу в Полтавское земство. Участник Первой мировой войны. В конце 1917 года избран во Всероссийское учредительное собрание в Полтавском избирательном округе по списку № 8 (украинские эсеры и Селянская спилка).
В начале 20-х годов редактировал сельскохозяйственные журналы в Харькове и Киеве. Входил в литературные объединения «Музагет» и Аспис, был заметным участником литературных дискуссий. Но после 1925 отошёл от активной общественной жизни и сосредоточился на творческой работе. Отдельными изданиями вышли сборники рассказов и повестей «Шуми весняні» (Шумы весенние, 1919) «Імлистою рікою» (Мглистой рекой, 1926), «Порваною дорогою» (1926), «Землі дзвонять» (Земли звонят, 1928), роман «Робітні сили» (Рабочие силы, 1929). В журналах опубликованы пьеса «Повідь» (Наводнение) и повесть «У сонячнім колі» (В солнечном кругу, 1929).
Лирик-импрессионист по своему творческому направлению, Михаил Ивченко сосредоточился, в основном, на проблеме взаимоотношений человека и природы, на поиске гармонии человеческой души и окружающего мира. В сентябре 1929 писатель был арестован. В архиве Михаила Ивченко сохранились заметки жены, тоже писательницы, Людмилы Коваленко-Ивченко:

Пришли с обыском в 12 часов 14/IX , а ушли, забрав М. Е., в 4:00 утра 15/IX. Сидел в «доме принудительных работ» в Лукьяновке … 17/IX имела с ним первое свидание … 30/XI было второе свидание, и в тот же вечер его перевезли в Харьков … 18/XII впервые прокурор Крайний сказал мне, что его обвиняют в участии в контрреволюционной организации «Спілки визволения Украіни» [Союз освобождения Украины] … 21/II вручили обвинительный акт, по которому М. Е. инкриминируется статья 54 … 
Итак, Михаил Ивченко с группой из 45 ученых, педагогов, священнослужителей, писателей попал в число подсудимых по сфальсифицированном процесса «Союза освобождения Украины», который состоялся в Харькове с 9 марта по 19 апреля 1930. Под психологическим давлением на предварительном следствии писатель «признался»: «Я выражал антисоветские идеи, и в некоторых произведениях у меня были националистические моменты и идеи». Согласился также с выводом суда, литературную деятельность он использовал как «трибуну для проведения антисоветской агитации, в частности, для внедрения идей СВУ».
Но даже при таких условиях в приговоре суда по делу Союза освобождения Украины было отмечено: «Считать приговор Ивченко условным». Он в числе девяти подсудимых был освобожден из-под стражи с установлением испытательного срока в три года. После освобождения работал агрономом. Но, пережив сильную психологическую депрессию, писатель долго не мог вернуться к творчеству. И взявшись за перо, ничего не смог опубликовать из написанного. В его архиве остались рукописи рассказов, повести, киносценарии, романы, воспоминания, путевые заметки, а также — переводы. В частности, переводы его любимого Рабиндраната Тагора, с которым он переписывался в середине 20-х годов. В 1934 после расстрела Г. Косынки, Д. Фальковского, О. Влызько, К. Буревого, после ареста Е. Плужника, Н. Кулиша, В. Пидмогильного, В. Полищука и других писателей, Михаил Ивченко под предлогом лечения выехал в Москву, а оттуда — на Кавказ. Работал во Владикавказе агрономом-экономистом на селекционной станции, а с марта 1939 года — преподавателем английского языка в сельскохозяйственном институте. Летом того же года инкогнито приезжал на Украину, побывал у родных на Черниговщине и повидал семью в Киеве.
Умер при неясных обстоятельствах. 19 октября 1939 его брат Филарет, живший с матерью в Никоновке на Черниговщине, получил телеграмму о внезапной смерти Михаила Ивченко от заражения сибирской язвой. 
Михаил Ивченко реабилитирован посмертно.